# Мончегорлаг
Мончегорський ВТТ та будівництво комбінату «Сєверонікель» (рос. МОНЧЕГОРСКИЙ ИТЛ И СТРОИТЕЛЬСТВО КОМБИНАТА «СЕВЕРОНИКЕЛЬ», Мончегорлаг) — підрозділ, що діяв у структурі виправно-трудових таборів СРСР.

## Історія
29 квітня 1935 був підписаний наказ про будівництво на Кольському півострові металургійного комбінату потужністю 10 тисяч тонн нікелю і 10 тисяч тонн міді в рік.
Одночасно із зведенням заводу почалося будівництво населеного пункту Мончегорськ, якому у вересні 1937 був привласнений статус міста.
23 лютого 1939 комбінат дав перший товарний нікель.
А з липня 1940 «Североникель» почав видавати тонни металевого кобальту.
Мончегорлаг був організований 14.01.40 на базі прийнятого від НКЦМ (Народний комісаріат кольорової металургії) мідно-нікелевого комбінату «Североникель» і з Наркомбуду будтресту «Кольстрой», включаючи контору по будівництву Кандалакшинського алюмінієвого заводу.

## Чисельність з/к
- 01.03.40 — 3120,
- 01.07.40 — 10 016 ;
- 01.01.41 — 14 735,
- 01.07.41 — 13 593